# Richard Riley

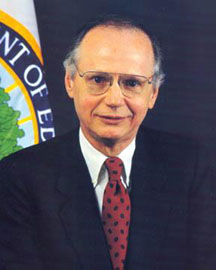
Richard Wilson Riley

Richard Wilson Riley (* 2. Januar 1933 im Greenville County, South Carolina) ist ein US-amerikanischer Politiker. Er war von 1979 bis 1987 Gouverneur von South Carolina sowie US-Bildungsminister unter Präsident Bill Clinton.

## Frühe Jahre und politischer Aufstieg
Richard Riley absolvierte im Jahr 1954 die Furman University. Anschließend diente er zwei Jahre in der US-Marine als Nachrichtenoffizier an Bord eines Minensuchboots. Nach seiner Rückkehr in das zivile Leben studierte er Jura und wurde zunächst für ein Jahr einer der Berater des juristischen Ausschusses des US-Senats. Danach beteiligte er sich an der familieneigenen Anwaltspraxis in Greenville und Simpsonville. Seine politische Karriere begann 1962 mit seiner Wahl in das Repräsentantenhaus von South Carolina. Dort war er zwischen 1963 und 1966. Die nächsten Jahre zwischen 1967 und 1976 verbrachte er im Senat seines Staates. Für die 1978 anstehenden Gouverneurswahlen bewarb er sich um die Nominierung seiner Partei, die er nach innerparteilicher Diskussion auch erhielt. Er gewann die Wahlen im November 1978 mit 61,4 Prozent der Wählerstimmen gegen seinen republikanischen Gegenkandidaten Edward Young.

## Gouverneur von South Carolina
Richard Riley trat sein neues Amt am 10. Januar 1979 an. Nach einer 1980 erfolgten Verfassungsreform wurde er der erste Gouverneur seines Landes, der eine zweite vierjährige Amtszeit unter der neuen Verfassung absolvieren durfte. Damit war Riley insgesamt acht Jahre Gouverneur. Während seiner Amtszeit wurde die atomare Kontrollbehörde South Carolinas gegründet, die den Transport von atomaren Abfällen überwachen sollte. Das war eine Reaktion auf den Reaktorunfall von Three Mile Island in Pennsylvania. 1983 wurde der erste schwarze Bürger im 20. Jahrhundert in den Senat des Landes gewählt. 1985 folgte der erste schwarze Richter am Obersten Gerichtshof von South Carolina. Richard Riley setzte sich besonders für den Umweltschutz und die Bildung ein.

## Weitere Karriere
Nach dem Ende seiner Amtszeit als Gouverneur wurde Riley von Präsident Bill Clinton zu dessen Bildungsminister ernannt. Dieses Amt behielt er während der gesamten Regierungszeit Clintons bis zum Januar 2001. Seither ist er wieder als Anwalt tätig. Er ist außerdem Kurator der Carnegie Corporation, Professor an der Furman University und Berater des Richard W. Riley Institute of Government, Politics and Leadership. Richard Riley ist mit Ann Riley verheiratet, mit der er vier Kinder hat.